# Maurice-Marie-Léonce Savin
Ne doit pas être confondu avec Maurice Savin.
Pour les articles homonymes, voir Savin (homonymie).
Maurice-Marie-Léonce Savin, né à Grenoble le 15 juin 1905 et mort à Paris le 22 septembre 1978, est un peintre, philosophe et écrivain français.

## Biographie
Au lycée Henri-IV à Paris en classe de Khâgne en 1923, il est élève du philosophe Alain (Émile-Auguste Chartier).  De cette rencontre et de son amitié avec Alain, il publie en 1961 : En Bretagne avec Alain.  Il  compose le premier recueil des  Propos (1906-1936) d’Alain dans l’édition de la Pléiade (1956) et préface les Cahiers de Lorient, d’Alain (1964).
C’est également en compagnie d’Alain au Pouldu en Bretagne, qu’il commence son initiation à la pratique de la peinture. Il signera plus tard ses peintures des initiales de ses trois prénoms MML. André Cariou, dans son livre  Les Peintres de Pont Aven écrit "que Savin (MML) tente de prolonger la démarche synthétiste".

## Œuvres

### Essais
- En Bretagne avec Alain (1961)[1]

### Romans et récits
- Le Verseau (1954)[7]
- Le prince trop beau (1959)[8]